# Фантазія (острів)
Фанта́зія — невеликий острів на Дніпрі, розташований у районі міста Кременчук (Полтавська область).

## Розташування
Острів розташований по лівому березі Дніпра навпроти Придніпровського парку.

## Опис
Острів має довжину близько 180 м, ширину — 42 м, та площу близько 0,5 га. Острів піщаний. Для запобігання розмиву зі сторони течії на острові викладені камені. Влітку на острові багато відпочивальників та рибалків. В останні роки острів сильно заріс деревами та кущами. На острові є декілька природних пляжів, що збереглися з часів заростання озера. Острів межує з Набережною Кременчука та його сусідом — островом Зеленим. Побудований острів у 20 столітті.
Острів Фантазія належить до неофіційній країні Крегорск з 17 липня 2021 року.
| Кременчук | Це незавершена стаття про Кременчук. Ви можете допомогти проєкту, виправивши або дописавши її. |

| Україна | Це незавершена стаття з географії України. Ви можете допомогти проєкту, виправивши або дописавши її. |